# 渋谷区立広尾中学校
渋谷区立広尾中学校（しぶやくりつ  ひろおちゅうがっこう）は、東京都渋谷区東四丁目にある区立中学校である。

## 概要
2004年（平成16年）、隣接する東京都立広尾高等学校との連携型中高一貫教育を開始し、都市型中高連携教育校となった。
なお現行行政地名の広尾は広域地名の広尾全体をカバーしていないため、現行行政地名での所在地住所は渋谷区東四丁目である。近隣一帯には、渋谷区立広尾幼稚園・渋谷区立広尾小学校・渋谷区立常磐松小学校・國學院大學・青山学院初等部・実践女子学園・東京女学館・若葉会幼稚園・聖心女子大学等多くの学校が位置している。

## 歴史
- 1947年（昭和22年）4月1日 - 区立広尾中学校として開校。
- 2011年（平成23年） - 都市型中高連携教育の開始。

### 建て替え計画
渋谷区は2022年（令和4年）、教育目標や長寿命化計画を踏まえ、「未来の学校のコンセプト」と「新しい学校施設整備に当たっての考え方」の概要をまとめ、「渋谷区新しい学校づくり整備方針（2023年3月）、渋谷区立小学校と中学校の建て替えロードマップ」を発表した。改築中の移転先は、旧青山病院跡地の「青山キャンパス」（近隣の青山学院大学とは無関係）と称する、複数の区立学校の仮設校舎となる。
- 基本計画・設計期間 - 2022年度（令和4年）〜 2024年度（令和6年）
- 工事期間（解体1年、建築2年） - 2025年度（令和7年）〜 2027年度（令和9年）

## 教育方針
教育目標
人間性豊かで、知・徳・体の調和のとれた生徒を育成するため、以下の教育目標を定める
「思いやりをもち、認め合うことのできる生徒の育成」
「互いに学び合い、深く考える生徒の育成」
「朗らかで、心身ともに健康な生徒の育成」
小学校の児童数と教員数
| 年度     | 児童総数 | 1年生 | 2年生 | 3年生 | 教員数 | 職員数 |
| -------- | -------- | ----- | ----- | ----- | ------ | ------ |
| 平成23年 | 260人    | 92人  | 87人  | 81人  | 20人   | 5人    |
| 平成24年 | 251人    | 72人  | 91人  | 88人  | 19人   | 6人    |
| 平成25年 | 223人    | 63人  | 70人  | 90人  | 20人   | 6人    |
| 平成26年 | 196人    | 59人  | 65人  | 72人  | 18人   | 5人    |
| 平成27年 | 179人    | 49人  | 62人  | 68人  | 18人   | 4人    |
| 平成28年 | 200人    | 81人  | 53人  | 66人  | 18人   | 4人    |
| 平成29年 | 201人    | 69人  | 78人  | 54人  | 15人   | 5人    |
| 平成30年 | 216人    | 60人  | 72人  | 84人  | 18人   | 6人    |
| 令和元年 | 193人    | 57人  | 62人  | 74人  | 18人   | 5人    |
| 令和2年  | 178人    | 59人  | 57人  | 62人  | 17人   | 5人    |
| 令和3年  | 190人    | 72人  | 61人  | 57人  | 16人   | 6人    |
| 令和4年  | 194人    | 63人  | 67人  | 64人  | 15人   | 6人    |
| 令和5年  | 166人    | 34人  | 64人  | 68人  | 14人   | 6人    |

## 学校行事
校外学習
渋谷区立小中学校の児童・生徒たちが、校外学習を行う宿泊施設があり、学校が使用しない期間は社会教育団体に開放している。利用資格は区内在住、在勤者を主とする社会教育団体。
- 山中高原学園 - 〒401-0501 山梨県南都留郡山中湖村山中263（℡0555-62-0595）
- 冨山高原学園 - 〒299-2216 千葉県南房総市久枝784（℡0470-57-2130）

## 通学区域
子供が通学する学校は、住所により指定されている、また、2004年（平成16年）度から学校選択希望制を導入しており、入学を希望する学校を選べる。学校選択希望制は、現行の通学区域を維持したうえで、通学区域外の学校に入学希望出来る制度で、特色のある地域に開かれた学校づくりを推進し、区民から選ばれる学校づくり等を図る。
学校別通学区域
| 恵比寿一丁目 - 四丁目 | 恵比寿南 一丁目 | 恵比寿南 二丁目     | 広尾一丁目 - 二丁目 | 広尾三丁目        | 広尾四丁目 - 五丁目 | 東二丁目      | 東三丁目 | 東四丁目  |
| --------------------- | --------------- | ------------------- | ------------------- | ----------------- | ------------------- | ------------- | -------- | --------- |
| 全域                  | 18 - 26番       | 12 - 18番 20 - 31番 | 全域                | 2番、3番 8 - 17番 | 全域                | 8 - 17番 24番 | 1 - 16番 | 11 - 14番 |

調整区域
通学区域では調整区域を設けている、通学の距離等を考慮し保護者の申請により指定校の変更が出来る区域。
| 希望校     | 指定校     | 町丁名                                                                           | 番 |
| ---------- | ---------- | -------------------------------------------------------------------------------- | --- |
| 広尾中学校 | 鉢山中学校 | 広尾三丁目 渋谷二丁目 渋谷三丁目 渋谷四丁目、東一丁目 東二丁目 東三丁目 東四丁目 | 1番、4 - 7番 1 - 12番 1 - 3番、12 - 15番、24 - 26番 全域 1 - 7番、18 - 23番、25 - 29番 17 - 27番 1 - 10番 |

生涯学習・スポーツ
成人のための学習機会の提供、社会教育団体への支援、小中学生のための学習機会の提供、生涯学習施設、口座・イベント情報等の文化・スポーツ教室案内。

## 交通アクセス
鉄道
- JR山手線、湘南新宿ライン -渋谷駅から徒歩約18分恵比寿駅から徒歩約23分。
- 京王井の頭線 - 渋谷駅から徒歩約20分。
- 東急東横線、田園都市線 - 渋谷駅から徒歩約16分。
- 東京メトロ銀座線 - 渋谷駅から徒歩約18分、半蔵門線、副都心線 -　徒歩約16分。

路線バス
- 都バス - 渋谷駅から日赤医療センター行き、国学院大学前下車徒歩約1分。

## 関係者
出身者
- 大山のぶ代（声優、女優）
- 山田宏臣（陸上競技・走幅跳元日本記録保持者）
- ケラリーノ・サンドロヴィッチ（劇作家、ミュージシャン、映画監督）
- 境貴雄（現代美術家、写真家、タレント）
- 速水もこみち（俳優）
- 草薙和輝（テレビ朝日アナウンサー）
- 才藤龍治（サッカー選手、ブラウブリッツ秋田所属）
- 原大智（現競輪選手、2018平昌冬季五輪男子モーグル銅メダリスト）
- 関町知弘（芸人）